# ビューティフル アイランズ
『ビューティフル アイランズ』（Beautiful Islands）は、2010年7月10日公開の日本映画。プサン国際映画祭正式出品、アジア映画基金AND賞受賞。

## 概要
海面上昇や高潮の影響といった気候変動により水没の危機にある南太平洋の小国ツバル、イタリアの海上都市ヴェネツィア、アラスカ最西端のシシマレフ島を撮影したドキュメンタリー映画。3年がかりで取材を行っており、BGMもナレーションもあえて挿入せず、島の人々の生活に焦点を当てた構成となっている。キャッチコピーは「その島は、世界で最初に沈むと言われている。」。
カイト株式会社と株式会社ロクイチナナとの提携で水没をシミュレーションしたiPhone向けアプリケーション『水没カメラ』を配信。無料配信されたため『革命×テレビ』などでも紹介された。
恵比寿ガーデンシネマほか全国13スクリーン（初日3館、以降順次公開）で公開。ぴあ初日満足度ランキング（ぴあ映画生活調べ）では第5位となった。

## スタッフ
- 監督・プロデューサー・編集 - 海南友子
- エグゼクティブプロデューサー - 是枝裕和
- 撮影 - 南幸男
- 撮影技術・録音 - 河合正樹
- 整音 - 森英司
- アソシエイトプロデューサー・編集 - 向山正利
- 製作 - ホライズンフィーチャーズ 、海南オフィス
- 配給 - ゴー・シネマ
- 宣伝 - アルシネテラン